# فیلم پرندگان خشمگین ۲
فیلم پرندگان خشمگین ۲ (انگلیسی: The Angry Birds Movie 2) فیلمی به کارگردانی توروپ ون اورمان است که در سال ۲۰۱۹ منتشر شد.
این فیلم دنباله ی فیلم پرندگان خشمگین است.
قرار است دنباله این فیلم به نام(پرندگان خشمگین،سقوط تروپی)ساخته شود

## خلاصه داستان
هر روز بین خوک ها و پرندگان جنگی برپا می شود ولی جزیره ی خطرناک جدیدی پیدا شده، «لئولارد» پادشاه خوک ها به پرندگان درخواست صلح می کند و ماجرای جزیره ی خطرناک جدید را به آنها می گوید و آنها قبول میکنند. سپس آنها تیم می شوند و به طرف جزیره سوم می روند ولی عقاب اعظم از آنها جدا می شود و بر می گردد .رهبر جزیره سوم دستوری نابودی جزیره پرنده ها و خوک ها را می دهد...